# Geoffrey Gurrumul Yunupingu
Geoffrey Gurrumul Yunupingu (Galiwin'ku, Elcho Island, Australia, 22 de enero de 1971-Tiwi, Darwin, Territorio del Norte, 25 de julio de 2017) fue un músico aborigen australiano, que cantaba principalmente en el idioma yolngu.
Nació en Galiwin'ku (Elcho Island), en la costa de la Tierra de Arnhem, al norte de Australia, a unos 580 kilómetros de Darwin. Pertenecía al clan Gumatj del Yolngu y su madre era de la nación Galpu. Nació ciego, nunca aprendió braille y no tenía un perro guía ni usaba un bastón blanco. Yunupingu hablaba unas pocas palabras en inglés, y se decía que era extremadamente tímido.
Tocaba la batería, teclados, la guitarra y el didgeridoo, y obtuvo buenas críticas por la claridad de su voz. Cantaba historias de su tierra en diversos idiomas aborígenes y en inglés. Perteneció a las bandas Yothu Yindi y Saltwater Band, y actuó en una Jornada Mundial de la Juventud, en el jubileo de diamante de la reina Isabel II en 2012 y ante Barack Obama en 2015.